# 转移注意力
转移注意力是國際關係學中的一個概念，是指一個國家的領導人為了分散国内人民对国内问题的关注而发动對外侵略战争。當一個國家國內局勢不穩時，一個领导人為了提高自己的声望可能会鋌而走險发动戰爭。 雖然成功的幾率很小，但一旦成功，對於該國的領導人來說他将获得高额回报。不過國際關係學領域的学者们尚未就该理论的准确性達成共识。